# 里亞斯尼基
50°37′40″N 26°30′32″E / 50.62778°N 26.50889°E
里亞斯尼基（烏克蘭語：Рясники），是烏克蘭西北部的村莊，隸屬里夫內州的里夫內區。該村始建於1570年，面積1.38平方公里，海拔高度195米，2001年人口675，人口密度每平方公里500.7人。